# Автономный университет Юкатана
Автономный университет Юкатана (Universidad Autónoma de Yucatán или UADY), является автономным государственным университетом в штате Юкатан, Мексика, центральные кампусы которого расположены в столице штата Мерида. Это крупнейшее высшее учебное заведение в штате, предлагающее около 41 различных курсов на уровне бакалавриата и 26 степеней магистра последипломного образования. Учреждение было основано в 1922 году тогдашним губернатором Фелипе Каррильо Пуэрто как Национальный университет дель Суресте, но его происхождение можно проследить до королевского указа Испанской империи, обнародованного в 1611 году, который позволил создать Colegio de San Francisco Javier в Мериде.